# Weissenburgbad

Das Weissenburgbad im 18. Jahrhundert

Das Weissenburgbad, ehemals genannt Kuranstalt Weissenburg, ist ein ehemaliges Thermalbad in der Gemeinde Därstetten im Kanton Bern.
Es handelt sich um die älteste Heilquelle im Berner Oberland. Das Bad hatte seit 1604 eine staatliche Konzession und erreichte im 19. Jahrhundert internationalen Ruf. Zuerst in der Buuscheschlucht gelegen, wurde es später näher zum Dorf verlegt.
Das neuere vordere Bad (Lage) wurde ab 1846 gebaut und 1849 eröffnet. Das ältere hintere Bad (Lage) blieb parallel dazu in Betrieb, was eine Kapazität von etwa 350 Betten ergab. Den Betrieb des Bades führte ab 1890 zeitweise die Actiengesellschaft Bad Weissenburg. 1898 erfolgte der Bau eines eigenen Wasserkraftwerkes. In den 1920er Jahren wurde das hintere Bad stillgelegt und abgebrochen.
In der Nacht zum 1. Februar 1898 brannte das vordere Bad bis auf die Grundmauern nieder und wurde durch den Neubau von 1899 ersetzt. Das Grand Hotel Weissenburgbad blieb – unterbrochen durch den Ersten Weltkrieg und einige Jahre danach – bis 1939 in Betrieb. Während des Zweiten Weltkrieges wurde die Anlage – wie schon während des Ersten Weltkrieges – durch die Armee genutzt. 1948 wurde das Haus nach einer Erneuerung wieder eröffnet und diente vorwiegend als Ferienkolonie. Der fehlende finanzielle Erfolg führte 1963 zur endgültigen Betriebseinstellung. Die Anlage wurde danach dem Zerfall überlassen und brannte 1974 ebenfalls ab. Die Armee erwarb das Areal und brach 1986 die Ruinen ab. Ein Teil des Küchentraktes und der Musikpavillon blieben als Denkmal erhalten.
Das vordere Bad liegt 860 m ü. M. auf einer Terrasse des Buuschetales, eines Seitentales des Simmentales. Die nächstgelegene Bahnstation ist Weissenburg, von wo aus eine schattige, schwach ansteigende Fahrstrasse in 15 Minuten entlang dem Lauf des Buuschebaches zu den Gedenkstätten des ehemals stattlichen Kurhauses führt. Die Fundamente des alten Kurhauses liegen ca. 10 Gehminuten weiter hinten im Tal, wo sich dieses gegen die Thermalquelle hin schluchtartig verengt.

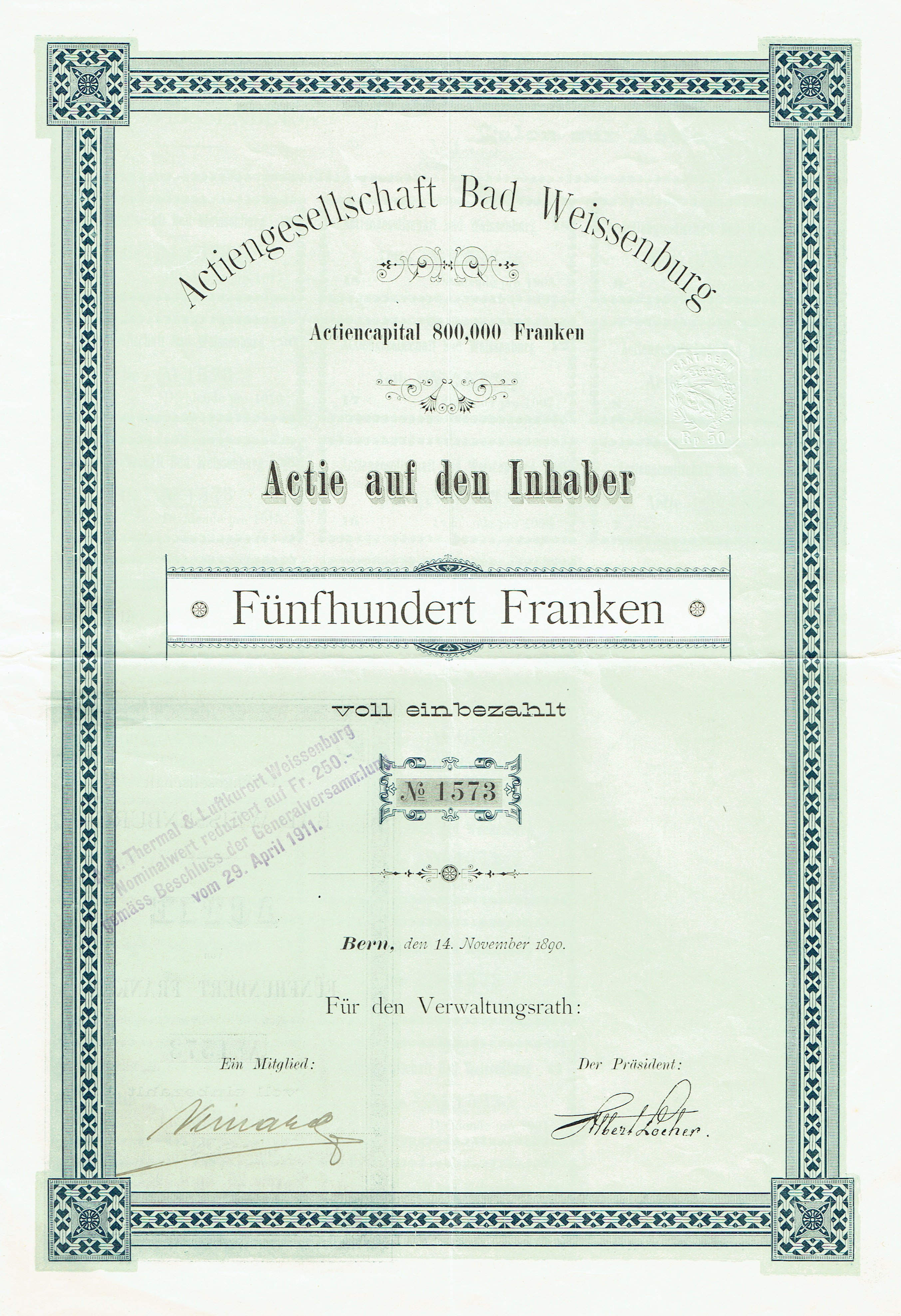
Aktie über 500 Franken der AG Bad Weissenburg vom 14. September 1890

Neubau des vorderen Bades, eröffnet 1899

Vorderes Bad 1940

## Thermalquelle
Das Wasser weist an der Quelle eine Temperatur von etwa 27° Celsius auf.
Nach Huguenin ist die Weissenburger-Therme eine warme erdige Quelle, die sich, neben mässigem Gehalt an Erden, durch relativ höheren Gehalt an Alkalien auszeichnet.
Seit 2007 kann das Mineralwasser beim Bahnhof Weissenburg frei von Gebühr bezogen werden. Eine "Gruppe  Vereinigung des Weissenburgbads hat mit Arbeit und Investitionen die Quelle am Leben erhalten. Es wurden neue Leitungen gezogen sowie Verbauungen derselben.
Die Weissenburg-Mineralthermen vertrieb als Neuheit bis in die 1980er Jahre aromatisiertes Mineralwasser in Flaschen (Weissenburger-Citro).